# 정부24
정부24는 대한민국 정부가 운영하는 인터넷 정부 서비스 통합 포털 사이트이다. 민원24, 정부대표포털, 알려드림이(e) 등 행정안전부의 3개 시스템을 통합하고, 소득확인증명(홈택스), 건강보험자격, 국민연금자격변동 등 다른 기관의 기관의 22가지 서비스를 연계하여 제공한다.
행정안전부는 김부겸 장관이 참여한 가운데 2017년 7월 26일 서울역 대합실에서 '정부24' 개통식을 열었다. 행정안전부는 2020년엔 공공 기관의 온라인 서비스 1594개 가운데 이용률이 높은 282개 서비스를 정부24에서 바로 이용할 수 있게 할 예정이다.

## 연혁
대한민국정부포털
- 2009년 2월: 대한민국정부포털 구축을 위한 BPR/ISP 수립
- 2010년 6월: 주제별 특화서비스, 파워검색, 행정정보서비스 등 개발
- 2011년 12월: 검색기능 고도화, 스마트폰 기반 모바일 홈(m.korea.go.kr)구축
- 2012년 ~ 2013년: 대한민국정부포털 이용활성화 사업 추진
- 2014년 3월: 주요 웹사이트 및 기관담당자를 통한 정책서비스 수집
- 2014년 10월: 정책정보 중심의 정부포털 오픈

민원24
- 2018년 7월 26일 정부24 개편[3]

## 주요 기능
정부24는 기관별로 흩어져서 제공되던 정부서비스와 정책정보를 하나의 창구에서 이용할 수 있도록 통합제공하며, 정부서비스, 민원24, 정책정보 3개의 메뉴로 구성되어 있다.
- 정부서비스는 중앙부처, 지자체 등 13,900여개의 사이트에서 분산되어 제공하던 총 7만여건의 정부서비스를 한 곳으로 통합하여, 통합검색과 단계별 맞춤검색으로 쉽게 이용하도록 안내한다.
- 민원24는 해당기관 방문없이 PC나 모바일을 활용하여 언제 어디서나 민원서류를 신청,발급받을 수 있는 온라인 민원처리서비스이다. 전체 5천여종의 민원이 안내되고 있으며, 이중 정부24를 통해 1,500종의 민원신청이 가능하다.  연간 1,200만명이 이용하고 있으며, 주민등록표등초본, 건축물대장, 토지대장, 납세증명, 지적도 등의 민원 발급처리가 온라인 민원사무 이용률의 90%를 차지하고 있다.[4]
- 정책정보에서는 국가정책연구포털, 정책브리핑 등 주요 정책포털 9개가 링크로 안내되고 있으며 정부소식, 문화축제, 기관정보 등의 정책정보를 모아서 안내하고 있다.

맞춤형 서비스도 제공하고 있는데 나이, 성별등의 3단계 질의응답을 통해 내가 받을 수 있는 서비스를 안내해주는 나만의 혜택찾기와 연령,대상특성, 원하는 혜택종류를 선택하면 해당 조건에 맞는 서비스를 추천하는 연령,대상별 혜택찾기 공인인증 로그인으로 휴면예금, 병역, 운전, 세금 등 42종의 개인이 확인할 수 있는 생활정보를 알려주는 나의 생활정보서비스와 출산부터 노후까지 생애별로 서비스를 확인하고 신청할 수 있는 생애주기별 서비스를 제공하고 있다.

## OS 범용성
웹기반의 '정부24' 정부 서비스는 마이크로소프트 윈도우뿐만 아니라 리눅스, 안드로이드 스마트폰 등 다양한 운영 체제(OS)를 지원하며 크롬 브라우저, 마이크로소프트 엣지 브라우저 등 여러 인터넷 환경도 지원하고 있다. 이로써 정부24는 대한민국 성인뿐만 아니라 어린이 및 외국인을 위한 인터넷 강국의 위상에 걸맞는 기술적으로 한층 강화된 폭넓고 유연한 정부 서비스를 제공함으로써  2019년 7월 31일 기준 알찬 정보가 가득찬 웹 서비스를 보다 넓은 사용자층에게 제공한다는 목표의 결실을 보여주는 새로운 장을 선보였다. 한편 이러한 OS범용성 지원의 기술력은 2015년 국세청이 홈택스를 통해 보여준바있다.

## 디지털원패스
또한 행정안전부는 2019년부터 본격적으로 개인이 아이디 하나로 전자 정부 서비스를 이용할 수 있는 디지털원패스를 확대 시행해오고있다.
이러한 기술은 OS 범용성이나 웹 기술력의 독립성을 높이는데 매우 중요한 역할을 담당하고있다.

## 같이 보기
- 민원24
- 국민신문고
- 세움터